# Liste der Biografien/Janc
Liste der Biografien |
Portal Biografien |
Personensuche
# |
A |
B |
C |
D |
E |
F |
G |
H |
I |
J |
K |
L |
M |
N |
O |
P |
Q |
R |
S |
T |
U |
V |
W |
X |
Y |
Z |
?
 
Ja |
Jb |
Jd |
Je |
Jh |
Ji |
Jj |
Jl |
Jn |
Jm |
Jo |
Jp |
Jr |
Js |
Jt |
Ju |
Jv |
Jw |
Jy
 
Jaa |
Jab |
Jac |
Jad |
Jae |
Jaf |
Jag |
Jah |
Jai |
Jaj |
Jak |
Jal |
Jam |
Jan |
Jao |
Jap |
Jaq |
Jar |
Jas |
Jat |
Jau |
Jav |
Jaw |
Jax |
Jay |
Jaz
 
Jana |
Janb |
Janc |
Jand |
Jane |
Jang |
Janh |
Jani |
Janj |
Jank |
Janm |
Jann |
Jano |
Janr |
Jans |
Jant |
Janu |
Janv |
Jany |
Janz
Die Liste der Biografien führt alle Personen auf, die in der deutschsprachigen Wikipedia einen Artikel haben. Dieses ist eine Teilliste mit 43 Einträgen von Personen, deren Namen mit den Buchstaben „Janc“ beginnt.

## Janc
- Janc, Alan (* 1964), US-amerikanischer Beachvolleyballspieler
- Janc, Andreas (1938–2018), österreichischer Skilangläufer
- Janc, Blaž (* 1996), slowenischer Handballspieler
- Janc, Katarina (* 1986), kroatische Fußballspielerin
- Janc, Mitja (* 2003), slowenischer Handballspieler
- Janc, Živa (* 1986), slowenische Naturbahnrodlerin

### Janca
- Janča, Dejan (1928–2010), serbischer Jurist, Diplomat und Hochschullehrer
- Janca, Jan (1933–2023), deutsch-polnischer Organist und Komponist
- Jancak, Eva (1953–2024), österreichische Psychologin, Psychotherapeutin und Autorin
- Jančar, Drago (* 1948), slowenischer Schriftsteller
- Jančar, Lizika (1919–1943), slowenische Partisanin
- Jančar, Tjaša (* 1995), slowenische Beachvolleyball- und Volleyballspielerin
- Jančařík, Lubomír (* 1987), tschechischer Tischtennisspieler

### Janch
- Jänchen, August (1892–1983), deutscher Politiker (LDP, FDP), MdA
- Janchen, Erwin (1882–1970), österreichischer Botaniker
- Jänchen, Heidrun (* 1965), deutsche Science-Fiction-Autorin
- Jänchen, Isabelle (* 1970), deutsche Volkswirtin und Hochschullehrerin

### Janck
- Jancke, Andreas (* 1978), deutscher Schauspieler und Moderator
- Jancke, August (1810–1840), deutscher Maler und Grafiker
- Jancke, Hans (1911–1982), deutscher Physiker und Politiker (parteilos)
- Jancke, Herbert (1886–1959), deutscher Jurist
- Jancke, Johann Carl Otto (1804–1870), deutscher Historiker und Bibliothekar
- Jäncke, Johann David (1702–1752), deutscher lutherischer Theologe und Schriftsteller
- Jancke, Klaus (* 1940), deutscher Marineoffizier
- Jäncke, Lutz (* 1957), deutscher Neuropsychologe, Professor für Neuropsychologie
- Jancke, Oldwig (1901–1960), deutscher Biologe
- Jancker, Carsten (* 1974), deutscher FußballspielerCarsten Jancker (* 1974)

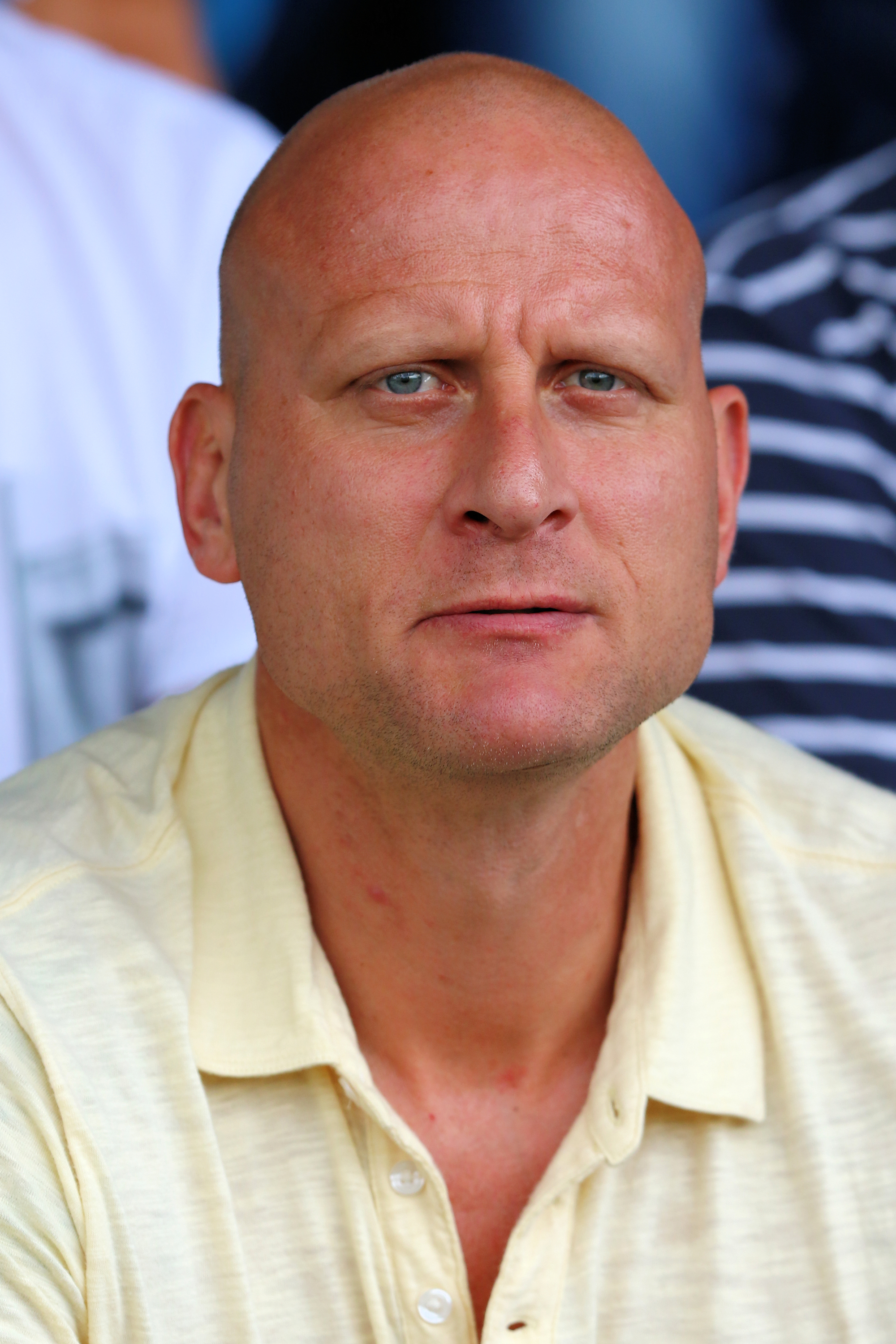
Carsten Jancker (* 1974)

- Jancker, Hans-Dieter (* 1952), deutscher Journalist und Marathonläufer

### Janco
- Janco, Marcel (1895–1984), rumänisch-israelischer Künstler und Schriftsteller
- Jančová, Rebeka (* 2003), slowakische Skirennfahrerin
- Jančová, Tereza (* 1999), slowakische Skirennläuferin
- Jancovici, Bernard (1930–2013), französischer theoretischer Physiker

### Jancs
- Jancsó, Dávid (* 1982), ungarischer Filmeditor
- Jancsó, Miklós (1921–2014), ungarischer Filmregisseur und Drehbuchautor

### Jancu
- Jančula, Tibor (* 1969), slowakischer Fußballspieler

### Jancz
- Janczak, Jan January (* 1938), polnisch-schweizerischer Maler, Filmemacher, Illustrator, Plastiker, Glasmaler
- Janczar, Tadeusz (1926–1997), polnischer Schauspieler
- Janczenko, Tadeusz (* 1946), polnischer Zehnkämpfer
- Janczewski, Simon (1926–1989), polnisch-französischer Fußballspieler und -trainer
- Janczik, Otto (* 1898), österreichischer Fußballspieler
- Janczyk, Dawid (* 1987), polnischer Fußballspieler
- Janczyk, Wiesław (* 1964), polnischer Politiker, Mitglied des Sejm
- Janczyszyn, Ludwik (1923–1994), polnischer Admiral und Politiker, Mitglied des Sejm